# 22-я хромосома человека
22-я хромосо́ма челове́ка — одна из 23 человеческих хромосом, одна из 22 аутосом и одна из 5 акроцентрических хромосом человека. Хромосома содержит около 51 млн пар оснований, что составляет примерно от 1,5 до 2 % всего материала ДНК человеческой клетки. Это предпоследняя по величине хромосома, несмотря на номер, она больше 21-й хромосомы. Данные по количеству генов на хромосоме в целом разнятся из-за различных подходов к подсчёту. Вероятно, она содержит от 500 до 700 генов.
Последовательность нуклеотидов 22-й хромосомы была получена и опубликована в рамках проекта «Геном человека» в 1999 году. Это была первая полностью секвенированная человеческая хромосома.
Первоначально, размер 22-й хромосомы был определён как наименьший среди всех человеческих хромосом, но в ходе последующих исследований выяснилось, что 21-я хромосома имеет меньший размер. Человеческие хромосомы нумеруются в порядке убывания их размера, поэтому следовало бы изменить названия этих двух хромосом. Однако из-за популярности 21-й хромосомы, известной в связи с синдромом Дауна, причиной которого обычно является её трисомия, исследователи не стали менять номера хромосом.

## Гены
Ниже перечислены некоторые гены, расположенные на 22-й хромосоме.

### Плечо q
- APOL1 — аполипопротеин L1;
- APOL2 — аполипопротеин L2;
- CHEK2 — гомолог контрольной точки CHK2 S. pombe;
- CLTCL
- COMT — катехол-O-метилтрансфераза (КОМТ);
- CRKL — ген, подобный онкогенному гомологу гена v-crk вируса саркомы птиц CT10;
- DGCR2 — ген 2 критической для синдрома Ди Джорджи области;
- EP300 — E1A-связывающий белок p300;
- IGL@ — локус λ-цепей иммуноглобулинов;
- NEFH — тяжёлая цепь нейрофиламентов;
- NF2 — нейрофибромин 2, или мерлин;
- PVALB — парвальбумин;
- RTN4R — рецептор ретикулона 4;
- SHANK3 — содержащий SH3-домен и множественные анкириновые повторы ген 3;
- SOX10 — SRY-бокс 10;
- TBX1 — T-бокс 1;
- TNFRSF13C — рецептор надсемейства рецепторов факторов некроза опухоли;
- WNT7B — член 7B семейства генов WNT;
- XPNPEP3 — фермент, аминопептидаза P3.

## Болезни и расстройства
Ниже перечислены некоторые заболевания, связанные с генами 22-й хромосомы, а также гены, дефекты которых вызывают эти заболевания:
- боковой амиотрофический склероз — NEFH[2];
- предрасположенность к раку молочной железы — CHEK2[3];
- синдром Ди Джорджи — DGCR2[4]'
- Медуллярный рак почки — SMARCB1[5].

### Хромосомные болезни
Некоторые расстройства вызываются изменениями в структуре или количестве копий 22-й хромосомы. В частности, синдром кошачьего глаза связан с наличием 1-2 дополнительных копий участка, захватывающего короткое плечо p и небольшой фрагмент длинного плеча q (три- или тетрасомия участка 22pter→q11).